# Faculdade de Ciências Sociais e Humanas da Universidade Nova de Lisboa
A Faculdade de Ciências Sociais e Humanas (também conhecida pela sigla NOVA FCSH) é uma unidade orgânica da Universidade Nova de Lisboa (NOVA). Foi criada em 10 de novembro de 1977 na sequência do desenvolvimento da área das ciências humanas e sociais então já existente na universidade e iniciou a sua atividade 2 de janeiro de 1978.

## Descrição geral
A NOVA FCSH localiza-se na avenida de Berna, no centro de Lisboa. Em Outubro de 2019, as unidades de investigação associadas à NOVA FCSH passaram a funcionar no antigo Colégio dos Jesuítas (agora, Colégio Almada Negreiros) no campus de Campolide. Neste edifício decorrem também, a partir do ano lectivo de 2019/2020, as aulas dos cursos de doutoramento.
Para resolver as questões logísticas que o seu crescimento gerou, está prevista a alienação de todo o campus da avenida de Berna e a construção de um novo edifício no campus de Campolide, onde continuará a funcionar a NOVA Information Management School (NOVA IMS). Neste campus, está também instalada a residência universitária Alfredo de Sousa.

## Órgãos da faculdade
São órgãos da faculdade, de acordo com o determinado no RJIES e em despacho reitoral:
- O Conselho de Faculdade
- O Diretor
- O Conselho Científico
- O Conselho Pedagógico
- O Conselho de Estudantes

## Conselho de Faculdade
O Conselho de Faculdade é um órgão colegial representativo composto por 15 membros: nove docentes ou investigadores, um estudante, um representante dos trabalhadores não-docentes e não investigadores e quatro individualidades externas à Faculdade. Os docentes ou investigadores são eleitos pelos respetivos corpos para mandatos de quatro anos, enquanto as individualidades externas, escolhidas pelo conselheiros eleitos na sua primeira reunião, são nomeadas pelo reitor.

## Histórico de dirigentes

### Presidentes da comissão instaladora da NOVA FCSH
- dezembro de 1977 a novembro de 1980: A. H. de Oliveira Marques
- novembro de 1980 a maio de 1981: J. S. da Silva Dias
- novembro de 1981 a março de 1982: João Morais Barbosa

### Diretores da NOVA FCSH
- maio de 1982 a dezembro de 1986: J. Manuel Nazareth
- dezembro de 1986 a fevereiro de 1988: José Mattoso
- março de 1988 a maio de 1993: Adriano Duarte Rodrigues
- maio de 1993 a maio de 1996: J. Manuel Nazareth
- maio de 1996 a junho de 2005: Jorge Crespo
- junho de 2005 até julho de 2013: João Sàágua
- julho de 2013 até 2016: João Costa
- fevereiro de 2016 até julho 2021: Francisco Caramelo
- desde julho de 2021 até hoje: Luís Baptista[8]

## Departamentos
Os Departamentos da NOVA FCSH são:
- Antropologia
- Ciências da Comunicação
- Ciências Musicais
- Estudos Políticos
- Estudos Portugueses
- Filosofia
- Geografia e Planeamento Regional
- Historia
- Historia da Arte
- Línguas, Culturas e Literaturas Modernas
- Linguística
- Sociologia

## Unidades de investigação
A FCSH integra um total de 16 unidades de investigação, cuja principal missão passa pelo desenvolvimento da investigação e da cultura científicas nas diferentes áreas das ciências sociais e humanas, pela formação de investigadores e pela prestação de serviços à comunidade.

## Ciclos de Estudo
A FCSH é atualmente a segunda maior unidade orgânica da NOVA, tanto em número de alunos como em dotação orçamental contando com 273 docentes e cerca de uma centena de funcionários administrativos.[carece de fontes?]
A oferta letiva da NOVA FCSH integra licenciaturas, mestrados e doutoramentos, os dois últimos em regime pós-laboral.
Os ciclos de estudos abrangem as áreas tradicionais das ciências sociais e humanas, mas também várias temáticas interdisciplinares e ainda diversos cursos de natureza mais profissionalizante. Além de uma Escola de Verão, a NOVA FCSH dispõe ainda cursos de pós-graduação, especialização, breves, longa duração e de ano novo. Possui ainda o programa Pedro Hispano, para estudos doutorais.

### Bibliotecas[carecede fontes?]

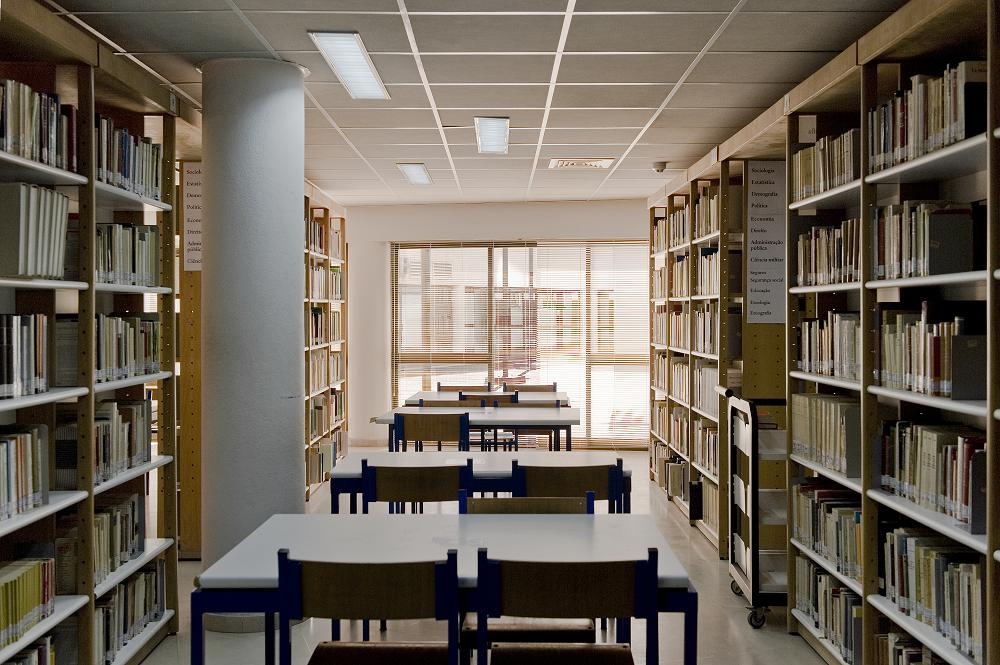
Biblioteca Mário Sottomayor Cardia

A NOVA FCSH tem duas bibliotecas. A Biblioteca Mário Sottomayor Cardia, instalada no edifício principal da NOVA FCSH, é assim designada desde 2008, na sequência da doação da biblioteca do Professor Mário Sottomayor Cardia, feita pela família à Faculdade.
A BMSC é detentora de um acervo com cerca de 150 mil títulos (142 mil monografias, 4 mil títulos de periódicos e 4 mil unidades de material não-livro).
A BMSC é depositária de doações particulares cedidas pelos legatários de antigos professores e investigadores da NOVA FCSH: Biblioteca António G. Mattoso (BM) – 8500 livros de âmbito geral, com particular importância para a área da História, Biblioteca Leonor Buescu (BLB) – 3 mil volumes de âmbito geral, com maior relevância para a área da Linguística e da Literatura Portuguesa; Biblioteca Luís Krus (BLK) – 3700 obras sobre a História Medieval Portuguesa e Europeia, Antropologia e Sociologia;  e Biblioteca Mário Sottomayor Cardia (BMSC) – 60 mil volumes, ainda não totalmente tratados, que versam temáticas de carácter generalista, com particular evidência para a Filosofia e Ciência Política.
A BMSC integra, também, a coleção bibliográfica do American Ladies Club (ALC) – 1000 volumes dedicado à Literatura, bem como algumas bibliotecas pessoais, como é o caso da Biblioteca António Rita Ferreira (BRF) – 850 livros relacionados com Antropologia; Biblioteca Dragomir Knapic (BK) – 250 obras sobre Geografia; Biblioteca João Catarino (BJC), contendo 700 obras sobre Arqueologia; Biblioteca José Rodrigues Miguéis (BRM) – 1400 obras dedicadas à História da Literatura e Colonização Africana, Etno-História de África; Biblioteca Martin Dean (BMD) – 1650 livros sobre Arqueologia Náutica e Subaquática e Biblioteca Macário santiago Kastner (BSK) – 1000 livros na área da música e da musicologia.
A Biblioteca Vitorino Magalhães Godinho é uma biblioteca especializada, vocacionada para a investigação e dirigida sobretudos para investigadores. É assim designada desde 2018, na sequência da doação da biblioteca do Professor Vitorino Magalhães Godinho, feita pela família à Faculdade. Para além desta biblioteca particular, disponibiliza, ainda, os fundos documentais de 14 Unidades de Investigação da NOVA FCSH incidindo sobre áreas com a Antropologia, Estudos de Género, Filosofia, Literatura, Música, História e Sociologia. Aqui se acolhe, também, a biblioteca de Samuel Schwarz, uma coleção que versa sobre a história, cultura e religião do povo judeu, conservando obras que datam desde 1510 a 1953.